# خنوم حتب الثالث
خنوم حتب الثالث (يُعرف أحيانا بالوزير خنوم حتب) كان من كبراء الخدم الملكيين من خدم قدماء المصريين، و وزير من وزراء الأسرة الثانية عشر.
| E10 | W9 | Htp · t · p |

| E10 | W9 | Htp · t · p |

## حياته
كان خنوم حتب الثالث ابن الحاكم المحلي خنوم حتب الثاني، وتم التعرف عليه من قبره في بني حسن (قبر BH3). تمت ترقية خنوم-حتب وهو شاب في منصب بالبلاط الملكي تحت إمرة سنوسرت الثاني، وتم إرساله في عدة مهام، إحداها في البحر الأحمر، و أخرى إلى جبيل. و أصبح مديراً سامياً، ثم في النهاية تم تعينه وزيرًا في عهد سنوسرت الثالث.
تم التعرف على الوزير خنوم-حتب من النقوش الموجودة في قبر والده، ومن لوحة تم العثور عليها في البحر الأحمر، وبشكل رئيسي من مصطبته الموجودة في دهشور، داخل الجبانة الملحقة بهرم سنوسرت الثالث. و قام جاك دي مورجان بالتنقيب عن المقبرة لأول مرة، وذلك في حوالي عام 1894، حيث وجد العديد من النقوش بالإضافة إلى بقايا جثمان خنوم-حتب، ومن خلالها أستطاع إستنباط أن الوزير كان في أوائل الستينات من عمره حين وفاته. و أعمال التنقيب الحديثة التي أجريت بعد عام 2000 عثرت على مزيد من نقوش سيرة خنوم-حتب الذاتية، ومن ضمنها تلك التي تشير إلى حملة من الحملات التجارية إلى جبيل وأولازا .
كانت المصطبة صماء، بدون غرف داخلية، وتم بناؤها من الطوب اللبن المغطى بالحجر الجيري الناعم، بينما تم تزيين السطح الخارجي بواجهة القصر ونقوش السيرة الذاتية. مساحة القبر هي 40 متر مربع (430 قدم2) وهو صغير نسبيًا إذا ما تمت مقارنته ببعض المقابر المجاورة التي ترجع إلى وزراء أخرون تبلغ مساحة مقابرهم حوالي 150 متر مربع (1,600 قدم2)؛ فهذه الحقائق بالإضافة إلى ألقابه الموجودة في المقبرة تشير إلى أن خنوم-حتب على الأرجح قد أمر ببناء هذه المقبرة في وقت مبكر من حياته المهنية، وأنه أصبح وزيرًا في فترة متأخرة جدًا من حياته، ولم يكن لديه الوقت الكافي لبناء مصطبة تليق بما حصل عليه من حديثا من مناصب عليا.